# GM Korea

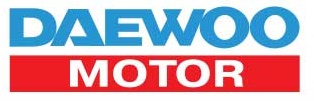
Gamla Daewoo-logotypen.

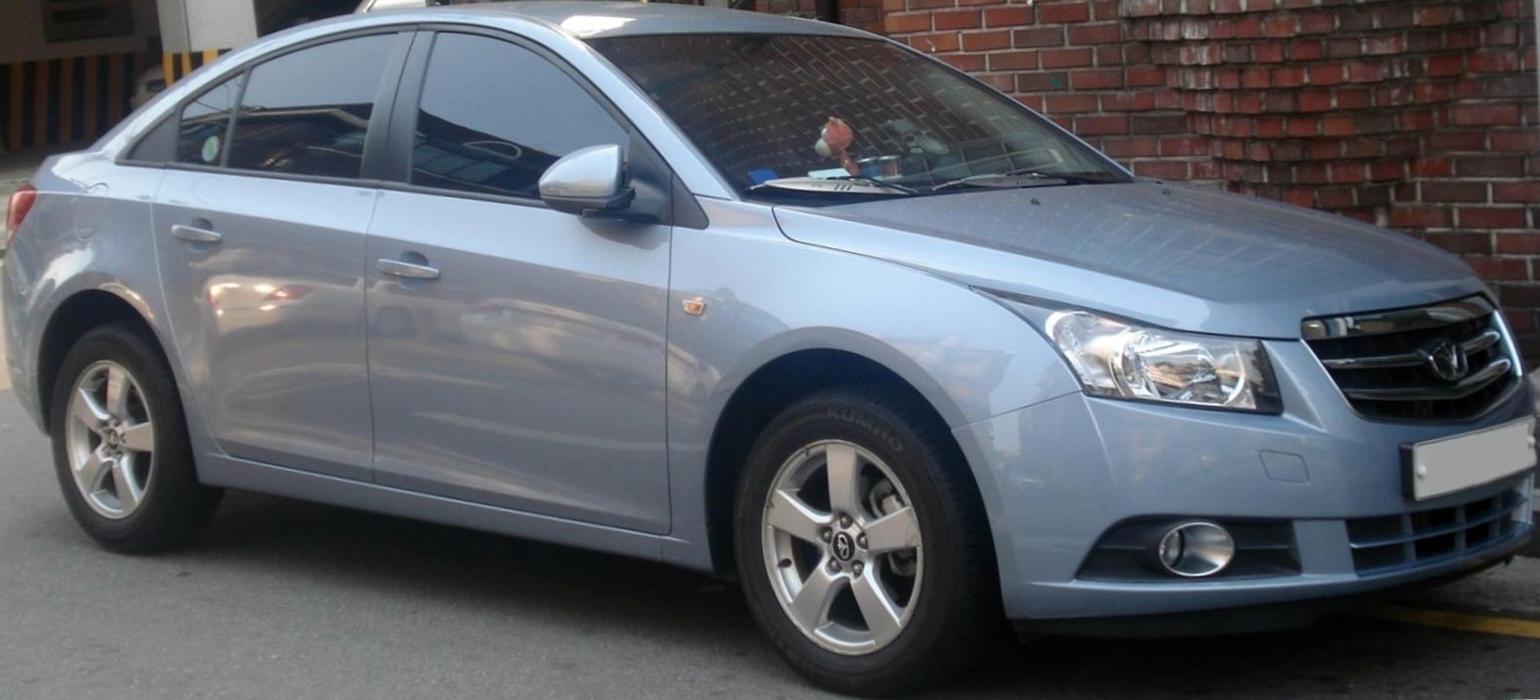
Daewoo Lacetti

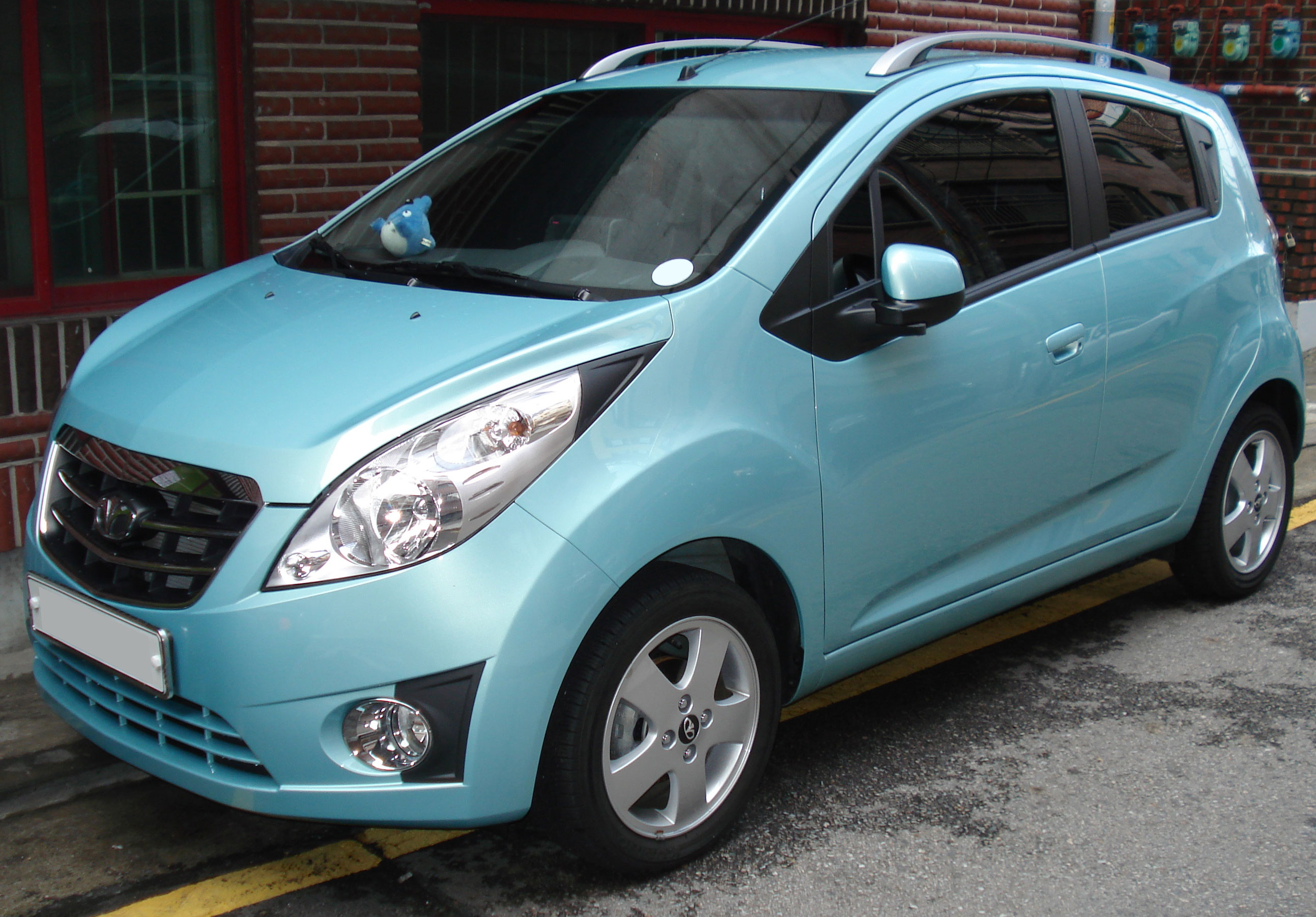
Daewoo Matiz

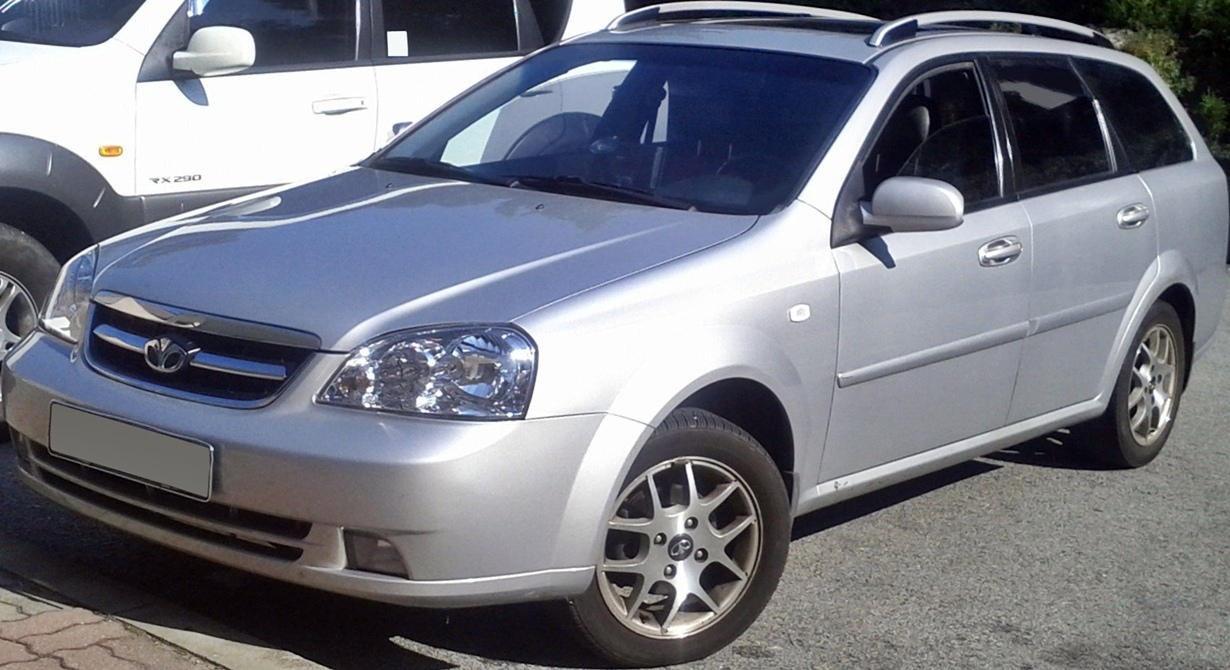
Daewoo Nubira

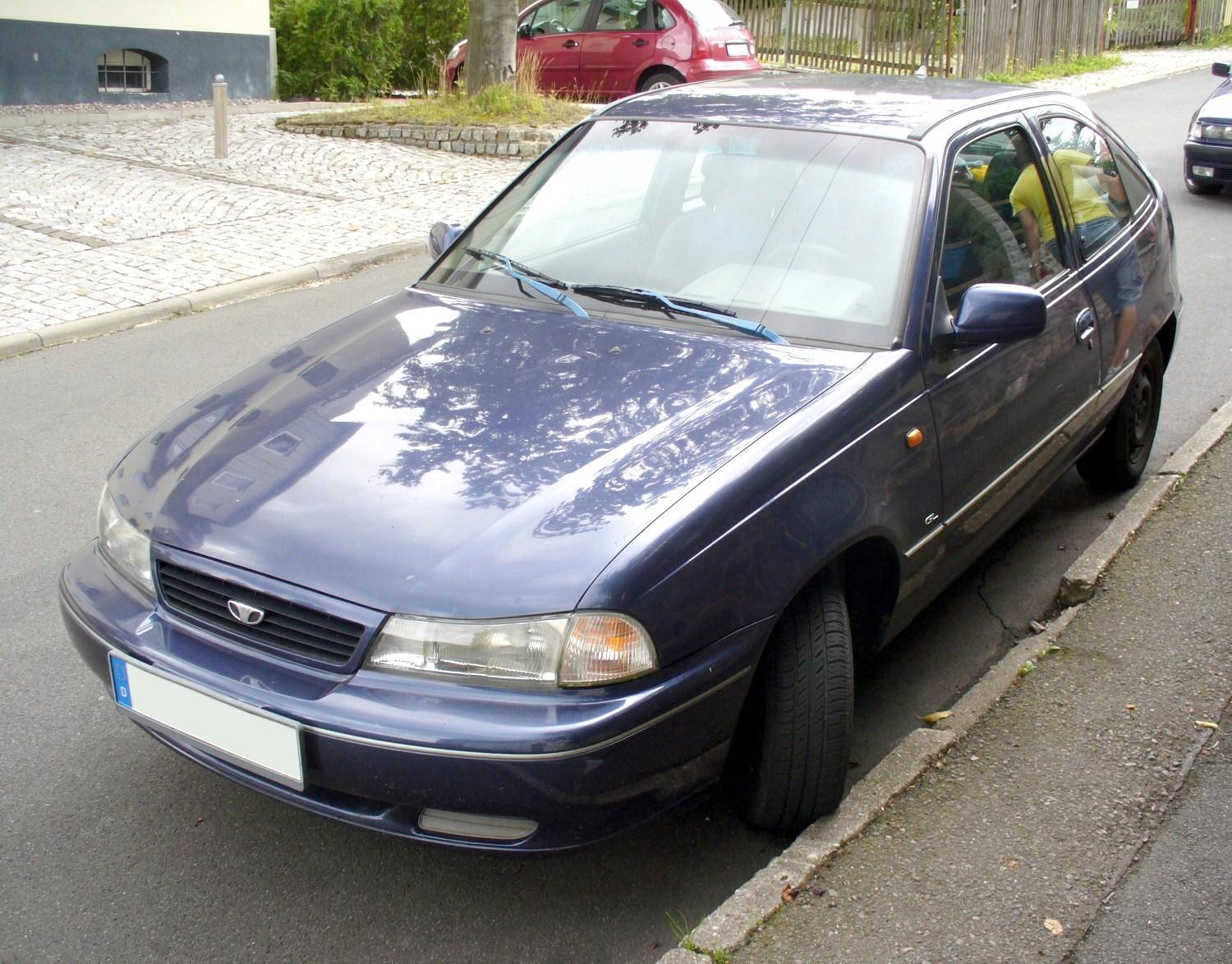
Daewoo Nexia (baserad på Opel Kadett)

GM Korea Company (한국지엠주식회사), grundat 2002 som GM Daewoo Auto and Technology Co., är General Motors sydkoreanska avdelning, med huvudkontor i Bupyeong-gu, Incheon, vilket grundades 17 oktober 2002 då GM köpte upp den år 1937 grundade biltillverkaren Daewoo Motors, som till 1996 tillverkade bilar baserade på GM:s bilmodeller, efter dess konkurs till följd av Asienkrisen. Den 20 januari 2011 beslutade dåvarande GM Daewoo att lägga ned bilmärket Daewoo för att istället saluföra sydkoreanska bilar under GM:s amerikanska bilmärken, huvudsakligen Chevrolet, och därigenom byta namn från GM Daewoo till nuvarande GM Korea.

## Modeller

### Historiska Daewoo
- Daewoo Racer
- Daewoo Nexia (Daewoo Cielo)
- Daewoo Espero
- Daewoo Lanos
- Daewoo Leganza
- Daewoo Tico
- Daewoo Polonez
- Daewoo Evanda

### Modeller som numera heter Chevrolet
- Daewoo Lacetti
- Daewoo Kalos
- Daewoo Gentra
- Daewoo Nubira
- Daewoo Matiz
- Daewoo Tacuma (Daewoo Rezzo)
- Daewoo Tosca
- Daewoo Winstorm